# Boršč
Il boršč (in ucraino борщ?; AFI: /ˈbɔːrʃtʃ/) è una minestra originaria dell'Ucraina, a base di barbabietola; è noto con lo stesso termine in russo come борщ?, in armeno բորշչ?, in polacco barszcz e in yiddish בארשט‎?, borsht, ed è diffuso più generalmente nella cucina dell'Est Europa, anche in quella ebraica.

## Origine
Il boršč viene di norma attribuito alla cucina ucraina ed è possibile risalire alle sue origini alle popolazioni site nei delta del Dnipro e del Danubio nel Mar Nero, prima della fondazione dei due stati moderni.

## Preparazione
Oltre alla barbabietola, nella preparazione del boršč possono entrare numerosi ingredienti supplementari, diversi a seconda della tradizione culinaria. Tra questi, piuttosto comuni sono fagioli, cavolo, carote, cetrioli, patate, cipolle o pomodori, i funghi e la carne (pollo, maiale o manzo), usata anche come ripieno per i ravioli, immersi nel brodo di barbabietola. Viene servito in genere ben caldo e generalmente guarnito con panna acida.

## Riconoscimenti
Dal 2022 il boršč è riconosciuto come appartenente al patrimonio ucraino dal Comitato per il patrimonio culturale immateriale dell'UNESCO.